# Газел (Калифорнија)
Газел (енгл. Gazelle) насељено је место без административног статуса у америчкој савезној држави Калифорнија.

## Демографија
По попису из 2010. године број становника је 70, што је 66 (-48,5%) становника мање него 2000. године.
| Група             | 2000.       | 2010.      |
| Белци             | 120 (88,2%) | 62 (88,6%) |
| Афроамериканци    | 0 (0,0%)    | 0 (0,0%)   |
| Азијати           | 0 (0,0%)    | 0 (0,0%)   |
| Хиспаноамериканци | 3 (2,2%)    | 5 (7,1%)   |
| Укупно            | 136         | 70         |